# Réserve naturelle nationale de Besh-Aral
La réserve naturelle nationale de Besh-Aral est une réserve naturelle située dans la vallée du Chatkal, province de Jalal-Abad au Kirghizistan, à la frontière avec l'Ouzbékistan. Créée en 1979, elle s'étend sur 112 018 hectares.
Elle a pour but de protéger des espèces endémiques animales et végétales et fait partie du patrimoine mondial de l'UNESCO via la reconnaissance du Tien Shan occidental, ajouté à la liste en 2016.

## Écosystèmes
La réserve se compose de plusieurs écosystèmes : forêt de conifères à feuilles caduques, prairies alpines et steppes.

## Faune et flore
La réserve a été créée spécifiquement pour protéger des espèces endémiques de l'est des monts Tian comme la marmotte de Menzbier (Marmota menzbieri) et les espèces de tulipes Grief et Cauffman.
On trouve également dans la réserve des panthères des neiges, des lynx du Turkestan (Lynx lynx isabellinus) et des rapaces (gypaète barbu, aigle).

## Localisation et histoire
La réserve naturelle nationale de Besh-Aral est située à proximité du mausolée d'Idris Paygambar et de la petite ville marchande de Jany-Bazar dans laquellele bureau administratif vend les billets d'entrée pour la réserve à 150 soms pour les locaux et à 10 dollars américains pour les étrangers.
Elle a été établie le 21 mars 1979. La zone couverte par la réserve naturelle était alors de 116 700 hectares. En 1994, à la suite de l'établissement de la foresterie de Chatkal, les limites de la réserves ont été réduites à 63 200 hectares (décret gouvernemental n°573 du 1er août 1994). Le 16 juillet 2002, des zones y ont été ajoutées. La zone couverte était alors 86 748 hectares (décret gouvernemental n°499 du 26 juillet 2002). En 2006, une nouvelle zone, Sandalash, a été ajoutée au parc dont la taille est passée à 112 018 hectares.

## Conservation
Le site, plus précisément sa zone principale et la zone Shandalash, fait partie du patrimoine mondial de l'UNESCO depuis 2016 au titre de l'entrée du Tien Shan occidental. C'est également le cas de deux autres sites au Kirghizistan : la réserve de biosphère de Sary-Chelek et la réserve naturelle nationale de Padysha-Ata.